# Rudolf Koelman
Rudolf Koelman (ur. 2 października 1959 w Amsterdamie) – holenderski skrzypek, profesor skrzypiec w Zürcher Hochschule der Künste (ZHdK) w Szwajcarii.

## Życiorys
Uczeń Jana Bora, Hermana Krebbersa i Jaschy Heifetza. W latach 1996 do 1999 był koncertmistrzem Koninklijk Concertgebouworkest w Amsterdamie. Od 1987 jest profesorem w Zürcher Hochschule der Künste w Szwajcarii, gdzie prowadzi orkiestrę ZHdK Strings. Koelman koncertuje jako solista, a także w zespołach kameralnych. Jest wykładowcą na międzynarodowych kursach skrzypcowych (takichak International Holland Music Sessions i Keshet Eilon w Izraelu) i regularnie zasiada w składzie jury międzynarodowych konkursów skrzypcowych.

## Instrumenty
Rudolf Koelman gra na skrzypcach Giovanniego Francesco Pressendy z 1829 roku oraz Jaapa Bolinka z 1984.

## Koncerty solo
Rudolf Koelman koncertował z towarzyszeniem wielu renomowanych orkiestr (Amsterdams Philharmonisch Orkest, Berner Symphonieorchester, Bruckner Orchester Linz, Concertgebouw Kamerorkest, Combattimento Consort, Fremantle Chamber Orchestra, Haydn Synfonietta Wien, Innsbrucker Symphonieorchester, WDR Kölnisches Rundfunkorchester, Korean Broadcasting System Symphony Orchestra, Orchestre de Chambre de Lausanne, Orchestra Sinfonica Siciliana, Radio Kamer Orkest, Radio Philharmonisch Orkest, Koninklijk Concertgebouworkest, Stuttgarter Philharmoniker, Südwestdeutsche Philharmonie, Tokyo Philharmonic, Winterthurer Symphoniker, Orchester Musikkollegium Winterthur (Stadtorchester Winterthur) and Zürcher Kammerorchester).

## Dyskografia
- Johann Sebastian Bach, Eugène Ysaÿe, Edvard Grieg: Sonaty na skrzypce solo (Grieg z Ferenc Bognàr) 1984 (LP)
- "Rudolf Koelman spielt seine Lieblingszugaben": 16 utworów wirtuozowskich, fortepian - Ferenc Bognàr ORF 1986 (LP-CD)
- Camille Saint-Saëns: Introduction et Rondo Capriccioso, Pablo de Sarasate: Zigeunerweisen z orkiestrą Winterthur, 1988
- Julij Konius: Koncert skrzypcowy e-moll z towarzyszeniem orkiestry (nagranie live) Take One Records 1990
- Fritz Kreisler: 16 miniatur na skrzypce i fortepian (Ulrich Koella), Ars 1991,
- Johannes Brahms: Sonaty skrzypcowe, fortepian - Antoine Oomen, Ars 1991,
- Johannes Brahms, Gustav Mahler, Alfred Schnittke Kwartety fortepianowe, Wiediscon 1994
- Siergiej Prokofjew: 2 sonaty na skrzypce i fortepian (Antoine Oomen), Ars 1993,
- Antonio Vivaldi: Cztery Pory Roku, Ars 1995,
- Niccolò Paganini: 24 kaprysy (nagranie live), Wiediscon 1996 & Hänssler Classics 2004,
- Jean-Marie Leclair: 6 sonat duetowych, fortepian - Henk Rubingh, 1998
- "The Magic of Wood" z towarzyszeniem 15 instrumentów Roberto Regazziniego, Dynamic & Florenus 2005,
- Wolfgang Amadeus Mozart 2 duety na skrzypce i altówkę (Conrad Zwicky) Wiediscon 2007